# Molinons
Molinons ist eine französische Gemeinde mit 272 Einwohnern (Stand: 1. Januar 2022) im Département Yonne in der Region Bourgogne-Franche-Comté (vor 2016 Bourgogne). Sie ist Teil des Kantons Brienon-sur-Armançon (bis 2015: Kanton Villeneuve-l’Archevêque). 

## Geografie
Molinons liegt etwa 18 Kilometer ostnordöstlich von Sens und etwa 48 Kilometer westsüdwestlich von Troyes. Umgeben wird Molinons von den Nachbargemeinden Lailly im Norden und Nordwesten, Courgenay im Nordosten, Villeneuve-l’Archevêque im Osten und Nordosten, Flacy im Osten und Südosten, Les Sièges im Süden sowie Foissy-sur-Vanne im Westen.

## Bevölkerungsentwicklung
| Jahr                       | 1962 | 1968 | 1975 | 1982 | 1990 | 1999 | 2006 | 2013 |
| Einwohner                  | 197  | 241  | 248  | 285  | 338  | 315  | 286  | 275  |
| Quellen: Cassini und INSEE |      |      |      |      |      |      |      |      |

## Sehenswürdigkeiten

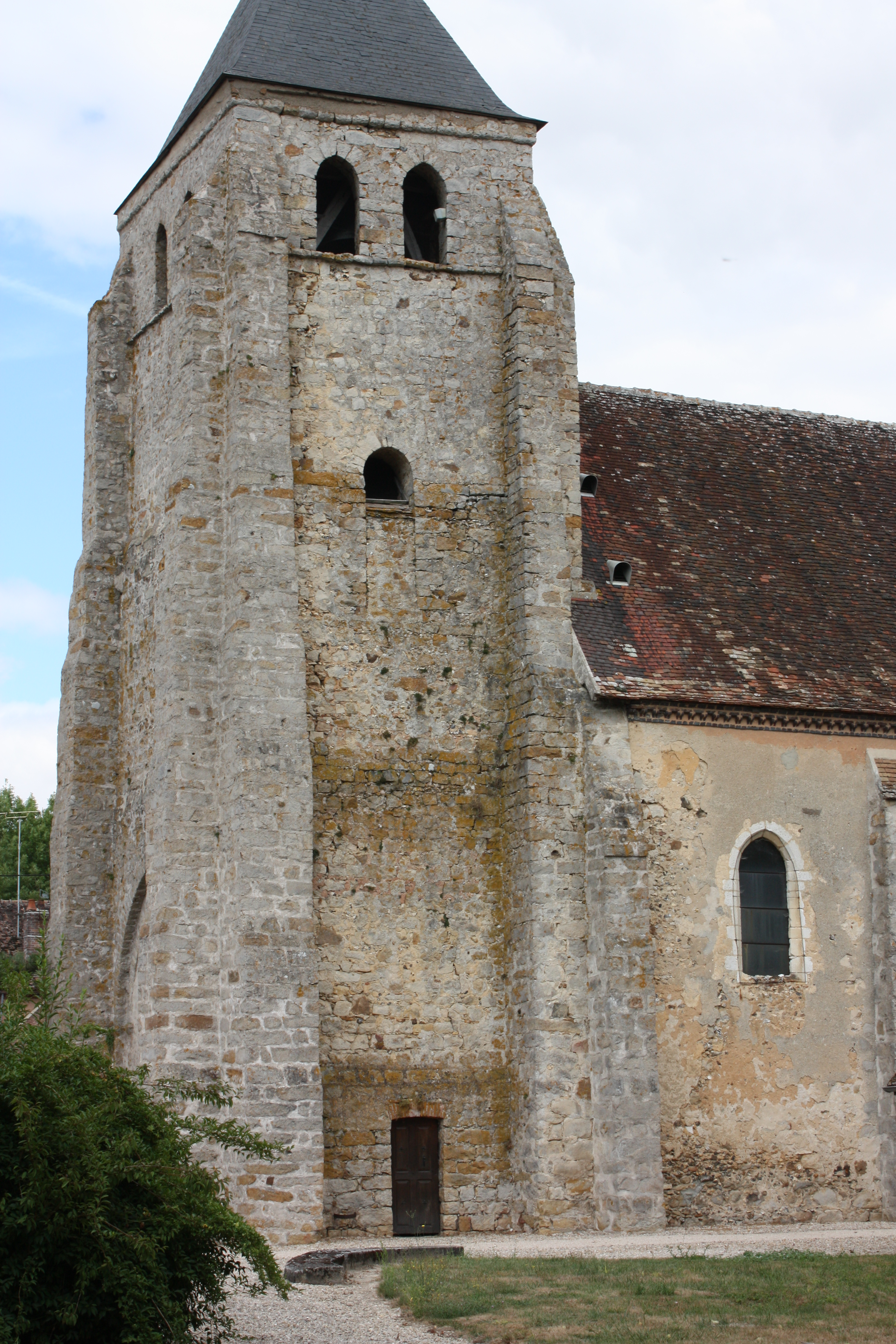
Kirche Saint-Pierre-ès-Liens

- Kirche Saint-Pierre-ès-Liens